# 1978年苏俄宪法
1978年苏俄宪法（或译为《俄罗斯联邦宪法》）是苏联加盟共和国俄罗斯苏维埃联邦社会主义共和国最高苏维埃于1978年4月12日召开的特别会议上依照《1977年苏联宪法》通过的宪法，该宪法取代了《1937年苏俄宪法》，是苏俄的最高法律。该宪法包含前言和185条，期间经过多次修订，如俄罗斯人民代表大会、俄罗斯联邦宪法法院和俄罗斯总统的设立。1993年俄罗斯宪政危机发生后，经过1993年12月的全民公投，该宪法被新宪法取代。

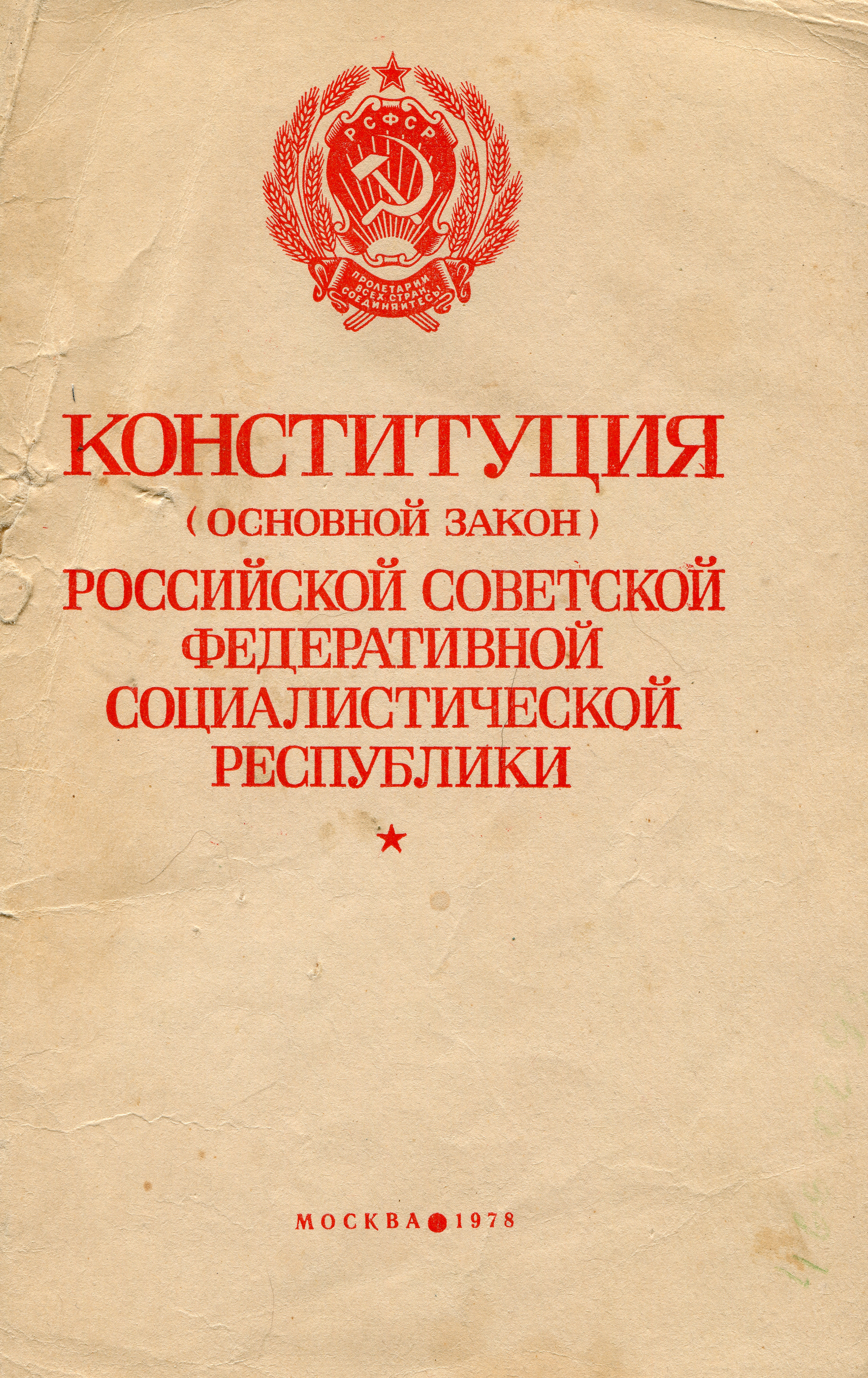
1978年苏俄宪法